# Essence de térébenthine

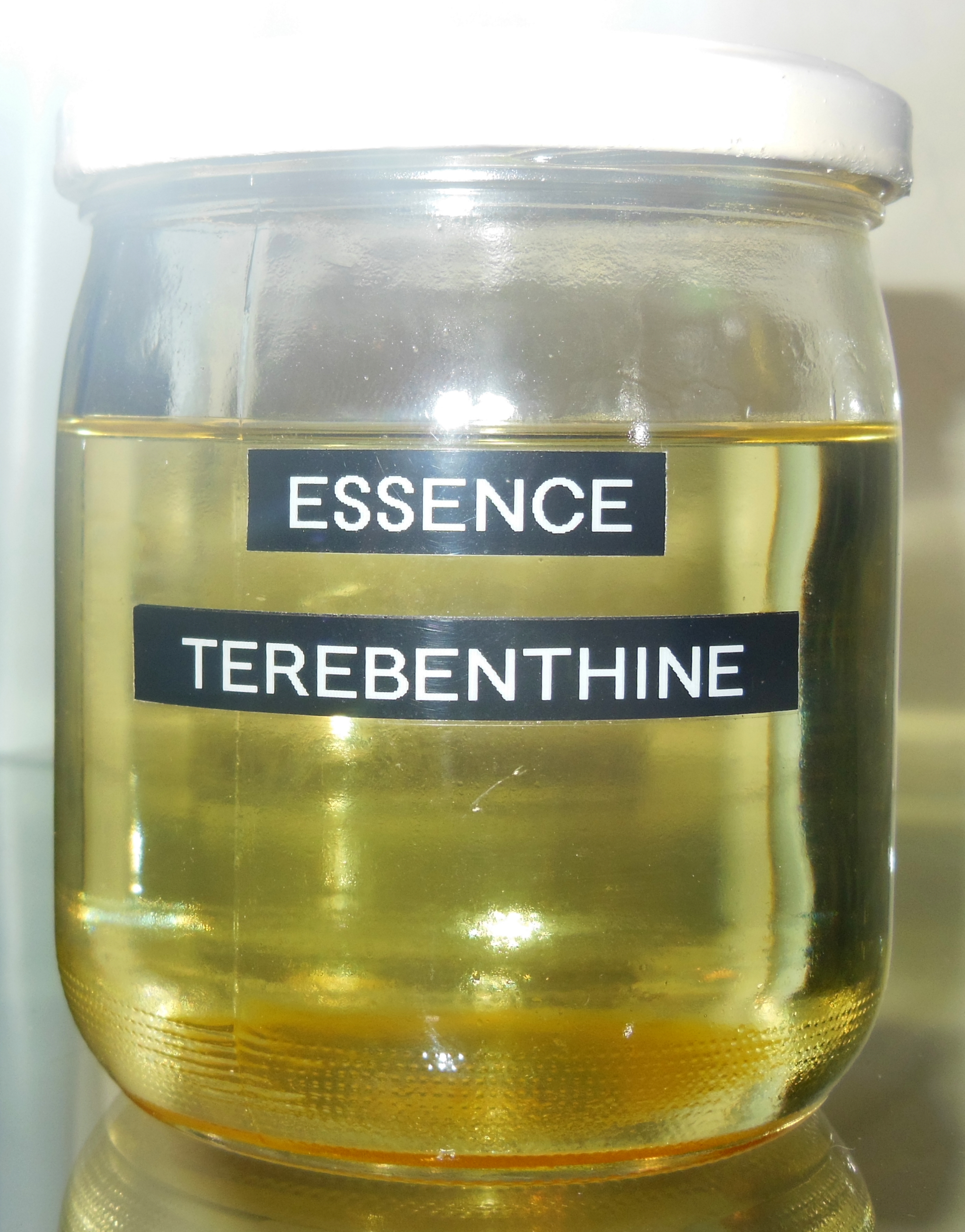
Bocal d'essence de térébenthine (maison du patrimoine de Mimizan).

Ne doit pas être confondu avec térébenthine.
L'essence de térébenthine, ou par ellipse la térébenthine, est une huile essentielle obtenue par purification puis par distillation de térébenthine, une oléorésine récoltée à partir des arbres résineux. Elle a aussi porté le nom d’« huile de raze », ou « esprit de raze ». Les essences de térébenthine françaises sont obtenues par distillation, à température inférieure à 180 °C, exclusivement des oléorésines obtenues par le gemmage d’une espèce de pins vivants : le pin maritime.

## Composition et propriétés
L'essence de térébenthine est un mélange comprenant en particulier des composés terpéniques, des acides et des alcools. Ce liquide est insoluble dans l'eau, dans l'alcool absolu et dans l'éther, cependant il est légèrement soluble dans un mélange eau-alcool.
C'est un produit sensible à la lumière et au soleil, toxique et hautement inflammable. La réaction de l'essence de térébenthine avec de l'acide nitrique est violente, le mélange étant hypergolique (c'est-à-dire auto-inflammable).
La matière distillée contient des terpènes dont la formule brute générale est C10H16. La térébenthine fraîche de Pinus palustris contient 80 à 83 % d'α-pinène. Observée au polarimètre :
- la térébenthine de Pinus palustris (États-Unis) est dextrogyre, d'où le nom alpha pinène ;
- la térébenthine de France est lévogyre, d'où le nom de lævo-alpha pinène ;
- la térébenthine de Pinus caribaea est lévogyre.

La térébenthine de Pinus palustris en Amérique contient en petites quantités, camphène, sylvestrène, β-pinène et dipentène. On trouve surtout le sylvestrène et le dipentène dans la térébenthine obtenue par la distillation du bois. L'essence contenant essentiellement du pinène, les caractères physiques et chimiques de l'essence sont ceux du pinène, sauf quelques petites différences qui sont dues à la présence de petites quantités de β-pinène, camphène, etc., et quelques produits d'oxydation. L'α-pinène bout de 153 à 156 °C ; le poids spécifique est de 0,858 à 0,860 à 30 °C ; l'indice de réfraction est 1,4655 à 21 °C. Le β-pinène bout de 162 à 163 °C ; son poids spécifique est d'environ 0,867 à 20 °C et l'indice de réfraction de 1,476 à 20 °C. La térébenthine se combine avec facilité avec oxygène, iode, brome, acide nitrique, acide sulfurique, etc..

## Utilisation
Liquide incolore à odeur caractéristique de pin, l'essence de térébenthine est un très bon solvant des graisses, des huiles et des cires. On l'utilise dans de nombreux produits (peintures, vernis, cirage, insecticides et même parfums ou produits pharmaceutiques comme les onguents topiques). L’essence de térébenthine contient 60 % d’α-pinène.
L'essence de térébenthine est également conseillée pour éliminer de la moisissure sur les cuirs (vestes, fauteuils, chaussures) et supprimer des taches de graisse sur un textile[réf. nécessaire].
Aux États-Unis, en 1928, 85 % de la production de térébenthine de Pinus palustris est employée dans la fabrication des peintures et vernis, 5 % va à la médecine et 3 % dans la préparation du cirage pour dissoudre la cire.
L'essence de térébenthine a aussi été utilisée comme carburant de fusées, notamment pour le premier étage du lanceur Diamant A, vecteur du premier satellite français, Astérix.

## Métabolisme
L’essence de térébenthine est fortement absorbée, chez l’être humain comme chez l’animal, par la peau, le tractus gastro-intestinal et le tractus respiratoire.

## Toxicité
Voir la fiche toxicologique de l'INRS.
Ce produit est irritant, et peut être mortel en cas d'inhalation. Il nécessite des précautions d'emploi. Le contact avec la peau doit être évité, et son utilisation doit se faire dans un endroit ventilé. On ne dispose pas de donnée sur d'éventuels effets cancérogènes chez l'être humain ou sur la fonction de reproduction.
Un cas célèbre illustrant la nocivité de cette substance se révéla au grand public à la mort prématurée de l'écrivain et philosophe russe Vladimir Soloviev (1853-1900). En effet, celui-ci qui conférait à l'essence de térébenthine des propriétés curatives en vaporisait régulièrement dans son domicile et se lavait également les mains avec.